# Holly (Washington)
Holly es un área no incorporada ubicada en el condado de Kitsap en el estado estadounidense de Washington.

## Geografía
Holly se encuentra ubicado en las coordenadas 47°33′28″N 122°58′37″O / 47.55778, -122.97694.